# Bachelorarbeit
Unter einer Bachelorarbeit (auch Bachelorthesis oder Bachelor-Thesis, englisch bachelor's thesis) versteht man im internationalen Sprachgebrauch eine wissenschaftliche Arbeit, die zum Abschluss eines Bachelor-Studiengangs von Studenten verfasst wird.
Der Arbeitsaufwand zum Verfassen einer Bachelorarbeit richtet sich nach der Aufgabenstellung, ist im Allgemeinen aber allein schon aus zeitlichen Gründen von vergleichsweise geringerem Umfang als eine Masterarbeit nach einem folgenden Masterstudiengang.
Mit der erfolgreichen Bachelorarbeit führt der Student den Nachweis, dass er in der Lage ist, nach dem erfolgreichen Studium eine wissenschaftliche Arbeit unter Betreuung eines Hochschullehrers selbständig zu verfassen. Die Bachelor-Studienarbeit ähnelt in vielen Aspekten anderen Studienabschlussarbeiten.
Die Bachelorarbeit wird im Vereinigten Königreich „dissertation“ genannt, im anglo-amerikanischen Raum „paper“, „project“ oder „essay“, sehr selten auch „senior thesis“, wenn es sich dabei um eine lange wissenschaftliche Arbeit handelt. Zusätzlich wird in Australien und Kanada der ein- bis zweijährige postgraduale Bachelor With Honours/Baccalaureatus Cum Honore-Studiengang angeboten, welcher in der Regel eine lange empirische Wissenschaftsarbeit verlangt, die de jure als „thesis“ bezeichnet wird.

## Allgemeines
Der akademische Bachelorgrad wird in der Regel mit einer Hochschulprüfung verliehen.
Diese Abschlussprüfung eines Bachelorstudiengangs besteht in Deutschland in der Regel aus
- einem studienbegleitenden Teil,
- der Abschlussarbeit,
- der mündlichen Abschlussprüfung (an manchen Hochschulen)

Bachelorstudien werden an Universitäten und (Fach-)Hochschulen im deutschen Sprachraum unterschiedlich geregelt. Nicht überall wird das Verfassen einer Bachelorarbeit verlangt. Geregelt werden die Studien auf nationaler Ebene (Österreich) bzw. auf Ebene der Bundesländer (Deutschland) oder Kantone (Schweiz) durch Universitäts- und (Fach-)Hochschulgesetze und auf Ebene der Bildungsinstitutionen durch die jeweiligen Curricula sowie Studien- und Prüfungsordnungen.
Zur Qualitätssicherung sieht die Kultusministerkonferenz für Bachelorstudiengänge in Deutschland obligatorisch eine Abschlussarbeit (Bachelorarbeit) vor, „mit der die Fähigkeit nachgewiesen wird, innerhalb einer vorgegebenen Frist ein Problem aus dem jeweiligen Fach selbständig nach wissenschaftlichen Methoden zu bearbeiten.“
Die Bachelorarbeit ist in der Regel entweder die letzte Prüfungsleistung oder die vorletzte Prüfungsleistung vor der mündlichen Abschlussprüfung.
Bachelor-Absolventen können auch ohne Erwerb eines weiteren Grades ins Berufsleben starten oder im Wege eines Eignungsfeststellungsverfahrens unmittelbar zur Promotion zugelassen werden.

## Umfang
Für die Bachelorarbeit ist in Deutschland ein Bearbeitungsumfang von 6 bis 12 ECTS-Punkten vorzusehen.
In Bachelorstudiengängen der Freien Kunst – konsekutive Studiengänge verleihen hier den Abschluss Bachelor of Fine Arts (B.F.A) – kann in begründeten Ausnahmefällen der Bearbeitungsumfang für die Bachelorarbeit bis zu 20 ECTS-Punkte betragen.

## Ablauf
Je nach Hochschule ist eine Bachelorarbeit zu entsprechenden Fristen oder zu Beginn der Bearbeitung beim zuständigen Prüfungsamt anzumelden. Dadurch wird ein Betreuungsverhältnis zwischen dem die Arbeit ausgebenden Hochschullehrer und dem Studenten begründet.
Nach einer in der jeweiligen Prüfungsordnung festgelegten Frist muss die Arbeit dem Prüfungsamt vorgelegt werden. An manchen Hochschulen kann die Frist einmalig verlängert werden.
Ist die Bachelorarbeit die letzte Prüfungsleistung, dann folgt – bei ausreichender Benotung der Bachelorarbeit – die Bachelor-Urkunde und damit die Verleihung des akademischen Grades, zum Beispiel eines „Bachelor of Science“ oder „Bachelor of Arts“ der jeweiligen Fachrichtung. Damit ist auch das Studium abgeschlossen.
Manche Fakultäten bzw. Lehrstühle geben ihren Studenten Anleitungen, die bei der Anfertigung der Bachelorarbeit zu beachten sind; diese enthalten oft auch verbindliche Vorschriften für das Zitieren (auch das Zitieren von Internetquellen) und andere Formvorschriften (Zeilenabstände, Seitenränder, minimale und/oder maximale Seitenzahl usw.).

## Österreich
Laut § 35 Z 12 des Hochschulgesetzes 2005 und § 52 Abs. 2 Z 7 des Universitätsgesetzes 2002 sind Bachelorarbeiten die im Bachelorstudium anzufertigenden eigenständigen schriftlichen oder künstlerischen Arbeiten, die im Rahmen von Lehrveranstaltungen abzufassen sind.